# 戴蒙·赫爾斯壯
戴蒙·赫爾斯壯（Daimon Hellstrom），也被稱為撒旦之子和地獄風暴，是美國漫威漫畫出版的虛構人物。
戴蒙在湯姆·奧斯滕扮演的Hulu電視連續劇《地獄風暴》中首次亮相。

## 其他媒體

### 影集
- 戴蒙·赫爾斯壯（Daimon Helstrom）博士出現在由湯姆·奧斯滕飾演的漫威電影宇宙電視劇《地獄風暴》中[1][2]。戴蒙·赫爾斯壯教授是惡魔與人類的混血兒，是Ana Helstrom的兄弟。赫爾斯壯還是俄勒岡州蓋特威大學的倫理學教授，由於惡魔的讚助，他兼職作為一名擁有隱藏力量的驅魔人。

### 電子遊戲
- 戴蒙·赫爾斯壯在《Marvel Avengers Alliance》 中作為 Boss 和可解鎖的可玩角色出現。他後來轉變為 Angrir，靈魂破壞者之一。
- 戴蒙·赫爾斯壯在《MARVEL未來之戰》中作為可解鎖的可玩角色出現。

## 外部連結
- 漫画书数据库：Daimon Hellstrom
- Daimon Hellstrom （页面存档备份，存于） at 漫威宇宙
- Daimon Hellstrom （页面存档备份，存于） at 漫威數據庫項目